# Década de 1970
Conforme padronização da norma internacional para representação de data e hora da Organização Internacional de Padronização (ISO), a década de 1970, também referida como década de 70 ou ainda anos 70, compreende o período de tempo entre 1 de janeiro de 1970 e 31 de dezembro de 1979.

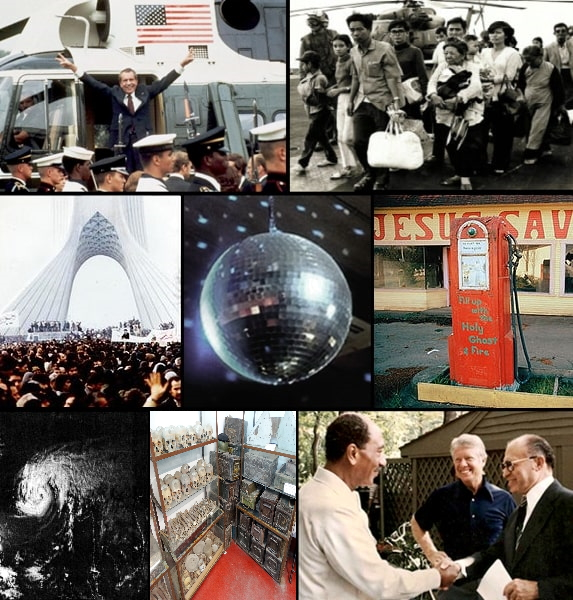
No sentido horário, a partir do canto superior esquerdo: Presidente dos EUA Richard Nixon fazendo o sinal V de Vitória após sua renúncia ao cargo após o Caso Watergate em 1974; Os Estados Unidos ainda estavam envolvidos na Guerra do Vietnã no início da década. As informações do New York Times vazaram sobre o envolvimento da nação na guerra. A pressão política levou à retirada dos Estados Unidos da guerra em 1973, e à Queda de Saigon em 1975; a crise do petróleo de 1973 coloca os Estados Unidos num impasse e causa danos económicos em todo o mundo desenvolvido; ambos os líderes de Israel e do Egito apertam as mãos após a assinatura dos Acordos de Camp David em 1978; em 1971, as Forças Armadas do Paquistão cometem o genocídio de Bangladesh em 1971 para conter os movimentos de independência no Paquistão Oriental, matando de 300.000 a 3.000.000 de pessoas; isto, consequentemente, leva à Guerra de Libertação de Bangladesh; o ciclone Bhola de 1970 mata cerca de 500.000 pessoas na região densamente povoada do Delta do Ganges do Paquistão Oriental em novembro de 1970, e se tornou o desastre natural mais mortal em 40 anos; a Revolução Iraniana de 1979 expulsa Mohammad Reza Pahlavi, que mais tarde é substituído por uma teocracia islâmica liderada por Aiatolá Khomeini, enquanto isso, na crise de reféns no Irã.Os reféns americanos seriam mantidos pelo Irã até 1981; a popularidade do gênero musical disco atinge o pico durante meados da década de 1970

## Visão geral

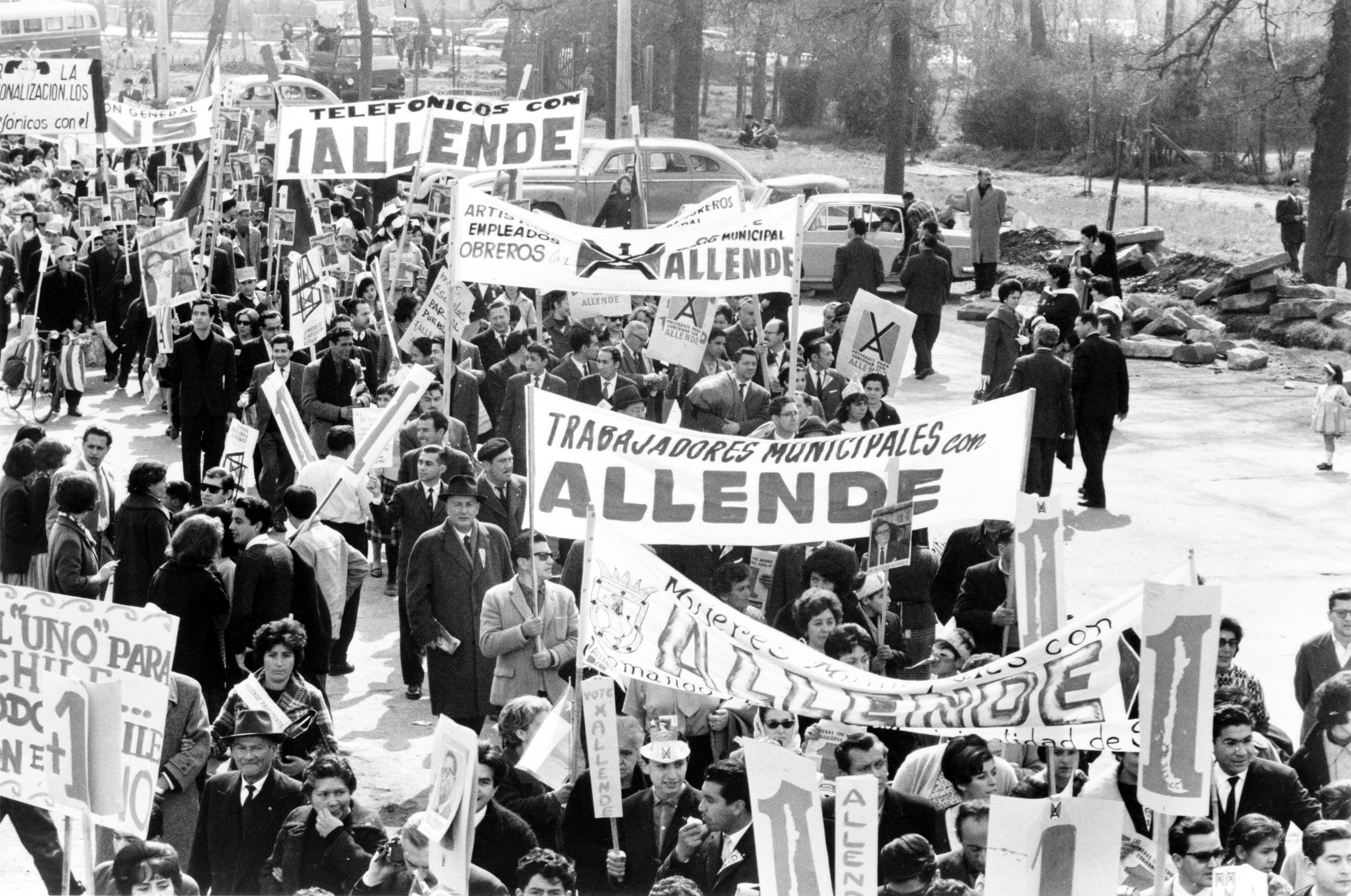
Marcha a favor de Salvador Allende no Chile

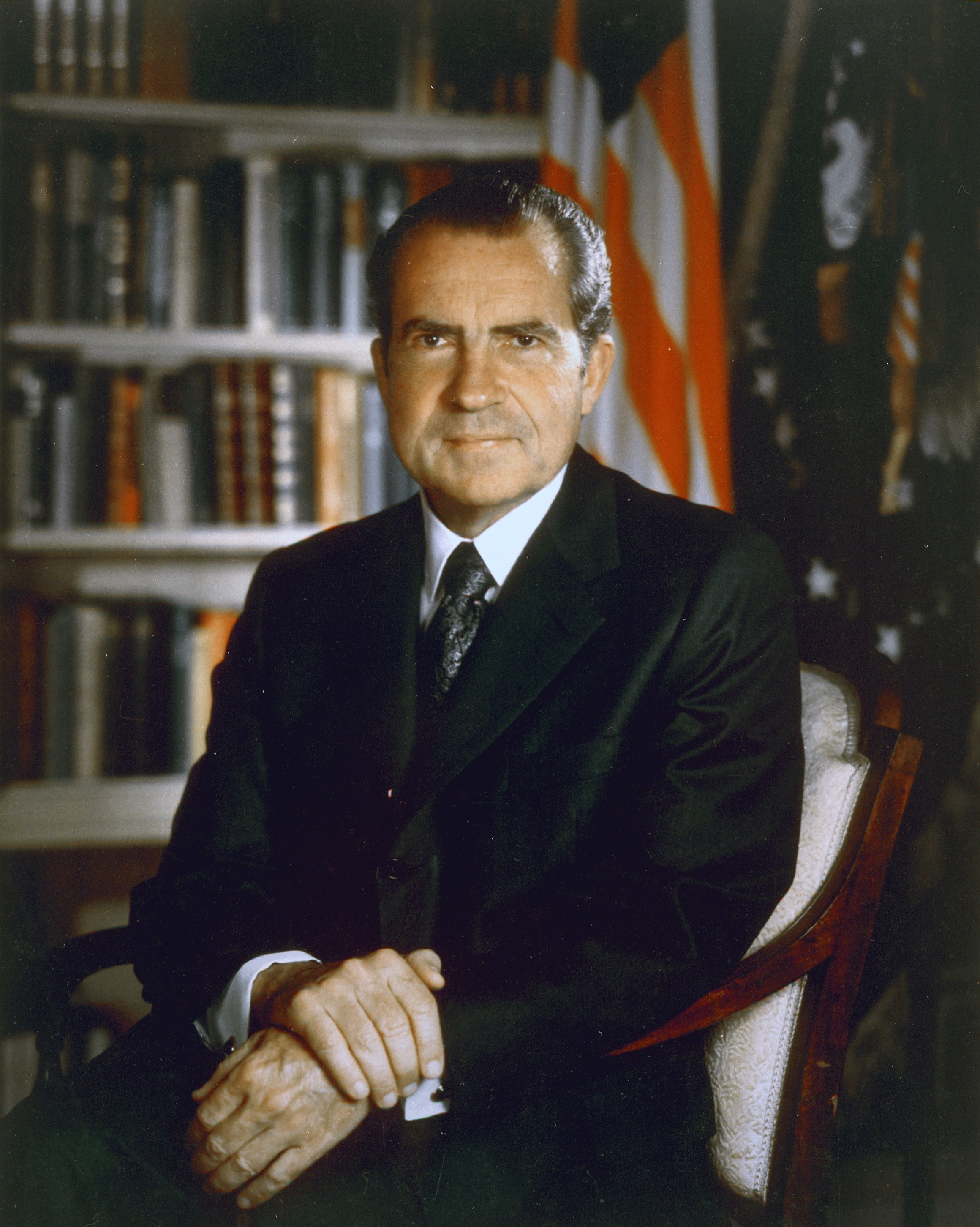
Richard Nixon, presidente dos Estados Unidos durante quase toda a primeira metade da década de 1970

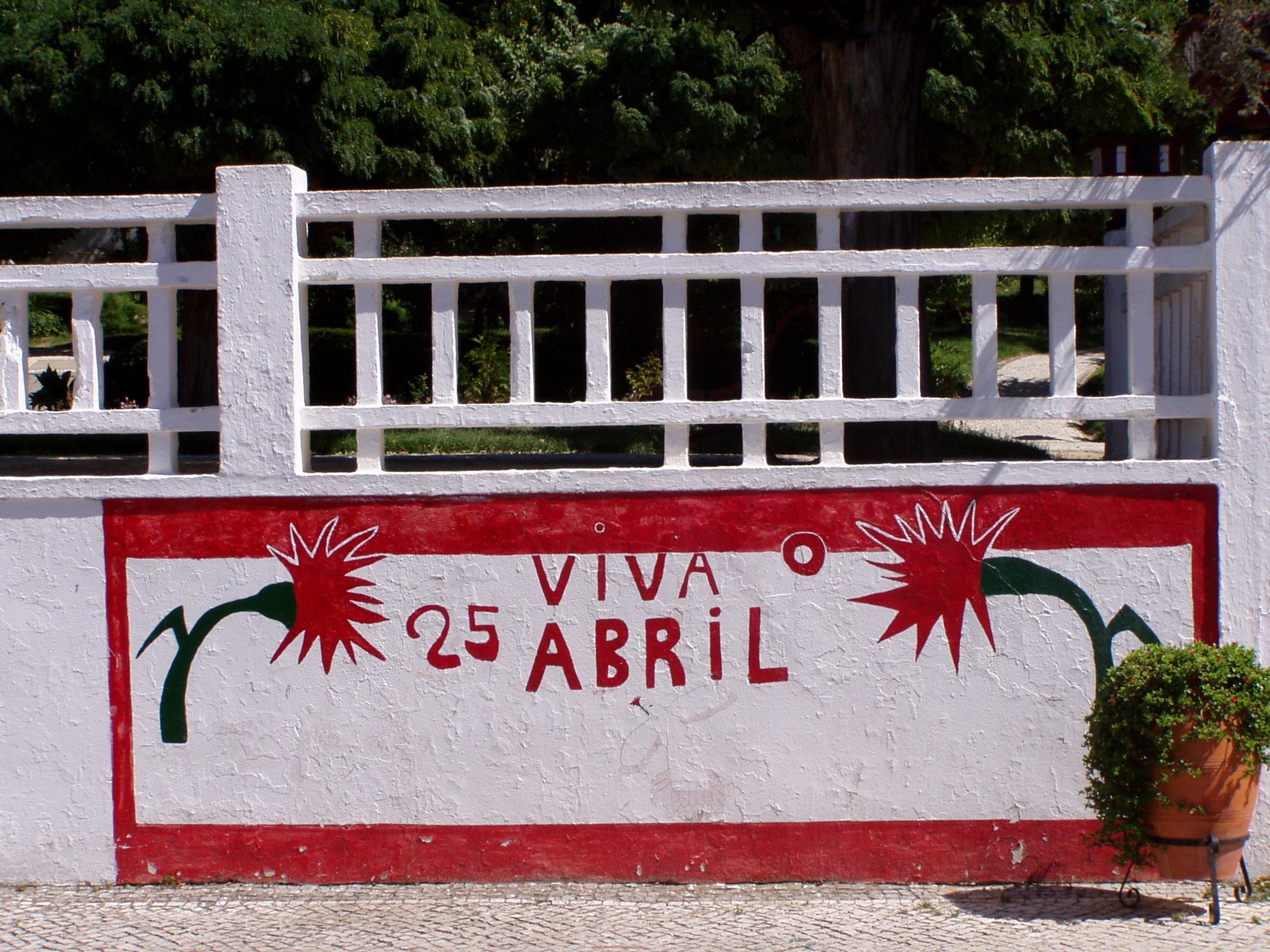
Mural dedicado à Revolução dos Cravos em Portugal

Foi a época em que aconteceu a crise do petróleo, o que levou os Estados Unidos, o Brasil, a Suécia e o Reino Unido à recessão, ao mesmo tempo que economias de países como o Japão e Alemanha, na época Alemanha Ocidental começavam a crescer. Nesta época também surgia a defesa do meio ambiente, e houve também um crescimento das revoluções comportamentais da década anterior. Muitos a consideram a "era do individualismo". Eclodiam nesta época os movimentos músicos das discotecas e também do experimentalismo na música erudita.
Pela televisão, o mundo se tornou infinitamente menos secreto. Richard Nixon, o presidente americano deposto pelo caso Watergate, foi uma "personalidade" típica das telas de televisão dos anos 1970. Sua saída do governo foi festejada pela população dos Estados Unidos e o resto do mundo acompanhou todo o escândalo "de perto", através da tela da televisão.

### Guerras e política
Dá-se a Revolução dos Cravos em Portugal (25 de Abril de 1974) e a independência das então colónias portuguesas em África: Angola, Cabo Verde, Guiné-Bissau, Moçambique e São Tomé e Príncipe. Timor-Leste também proclamou a sua independência em 1975, mas foi imediatamente invadido pela Indonésia, uma ocupação que durou até 1999.
Durante toda a década o Brasil é governado por uma ditadura militar. A ditadura atingiu o auge de sua popularidade na década de 1970, com o "milagre brasileiro", no mesmo momento em que o regime censurava todos os meios de comunicação do país e torturava e exilava dissidentes. O regime militar brasileiro inspirou o modelo de outras ditaduras por toda a América Latina, através da sistematização da "Doutrina de Segurança Nacional", a qual justificava ações militares como forma de proteger o "interesse da segurança nacional" em tempos de crise.
Neste período, as corridas: espacial e armamentista desaceleraram, dando lugar à chamada détente, concebida enquanto esforço mútuo de estabilização do sistema por ambas as potências. Tal surgiu a partir da necessidade de reorganização de ambos os campos. O socialista, devido à Ruptura sino-soviética e o capitalista devido ao colapso do Padrão-ouro.
Em Angola e Moçambique estalaram guerras civis (a guerra civil de Angola e a Guerra de desestabilização de Moçambique) com grande envolvimento de outros países, dentro do contexto da guerra fria. Ao mesmo tempo, intensificavam-se as lutas de libertação da Rodésia (que ascendeu à independência em 1980) e da Namíbia, que só se libertou da África do Sul com a derrocada do regime do apartheid na África do Sul, em 1990.
Em vários estados democráticos, especialmente no Japão, na França e na Suécia, mas também naqueles em que vigiam regimes ditatoriais, Espanha, Grécia e países do Cone Sul, os anos 1970 foram marcados por violência política, luta armada e terrorismo de esquerda e de direita, bem como pelo endurecimento do aparato repressivo estatal.
No contexto da Guerra Fria, houve em 1975 o término da Guerra do Vietnã, com a derrota dos Estados Unidos e reunificação do país (que recebeu apoio da União Soviética e China durante a guerra).

Em 1979 as primeiras forças de combate da União Soviética são enviadas para o Afeganistão. Começa a Guerra Afegã-Soviética. 

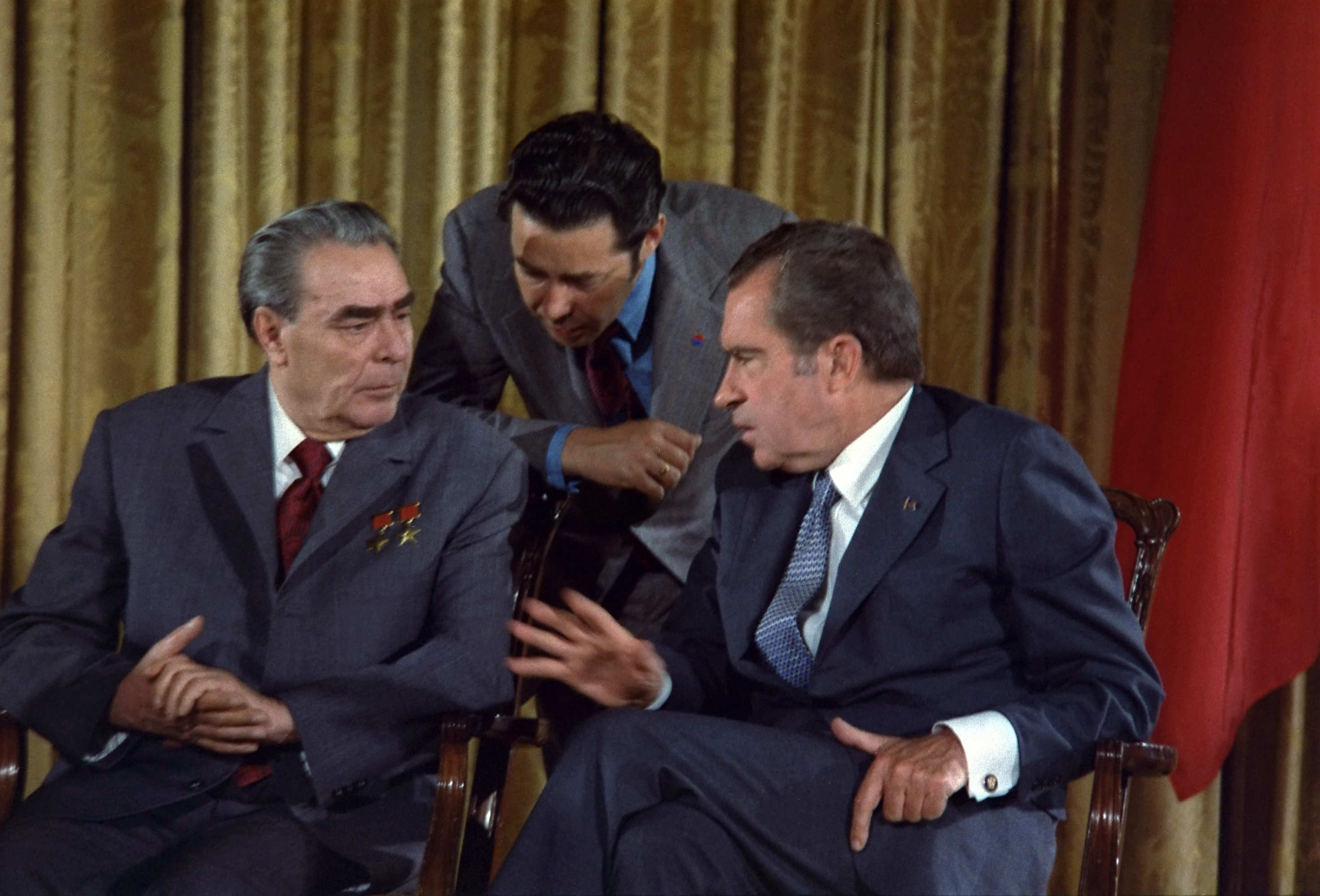
Leonid Brejnev e Richard Nixon, durante a década de 1970, uma distensão entre a União Soviética e os Estados Unidos gerou um clima de paz e levou a corrida espacial e armamentista ao seu término

### Economia

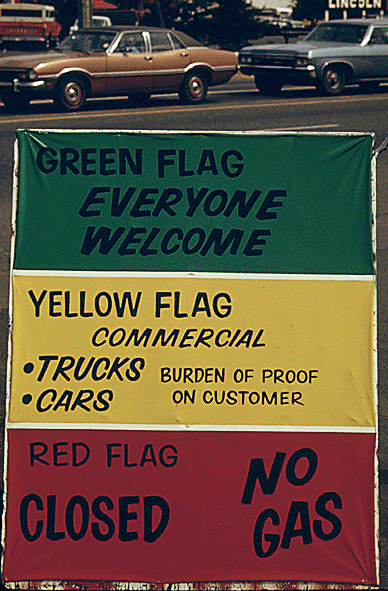
Ausência de combustíveis em 1973-74, durante a crise do petróleo

A economia mundial, e particularmente a dos Estados Unidos, entra em recessão após a crise do petróleo de 1973, quando a OPEP (Organização dos Países Exportadores de Petróleo) triplica o preço do barril de petróleo. Tal fato ocorreu como retaliação dos países árabes, maioria dos constituintes da OPEP, aos Estados Unidos por estes terem apoiado Israel na Guerra do Yom Kippur, neste mesmo ano. Em 1975, o Brasil cria o Pró-álcool, programa para a produção de álcool hidratado a partir da cana-de-açúcar, para utilização como combustível automotivo.
O Brasil, ainda sob impulso do milagre econômico e alçado para a posição de 9ª economia do mundo, posterga os efeitos desta primeira crise do petróleo utilizando reservas cambiais e, em seguida, empréstimos internacionais para equilibrar sua deficitária balança comercial. Porém o milagre econômico começa a declinar.
Em 1979 uma nova crise do petróleo preocupa o Ocidente, desta vez motivada pela queda do Xá do Irã, Mohammad Reza Pahlavi, então aliado dos Estados Unidos. A queda do Xá permite a ascensão ao poder do Aiatolá Komeini, líder muçulmano xiita e inimigo declarado de Israel. Mais uma vez, agora por pressão do Irã, o petróleo é usado como arma e tem seu preço duplicado em detrimento dos Estados Unidos, maior consumidor mundial e histórico aliado de Israel.
Na União Soviética, aproveitando-se da crise do petróleo, a economia chega ao seu auge, permitindo aos cidadãos um conforto material relativamente alto.
O Brasil sofrerá com muito mais intensidade os reflexos desta segunda crise do petróleo, tendo a inflação gradualmente acelerado seu ritmo de crescimento, por conta dos seguidos aumentos dos preços dos combustíveis no mercado interno.

## Ciência e Tecnologia

### Ciência
A década de 1970 testemunhou uma explosão na compreensão da física do estado sólido, impulsionada pelo desenvolvimento do circuito integrado e do laser. Stephen Hawking desenvolveu suas teorias sobre os buracos negros e a condição de contorno do universo neste período com sua teoria chamada radiação de Hawking. As ciências biológicas avançaram bastante, com a biologia molecular, bacteriologia, virologia e genética alcançando suas formas modernas nesta década. A biodiversidade se tornou uma causa de grande preocupação com a destruição do habitat, e a teoria de equilíbrio pontuado de Stephen Jay Gould revolucionou o pensamento evolucionário.
"Lucy", um hominídeo fossilizado da espécie Australopithecus afarensis, foi descoberto na região de Afar da Etiópia por Donald Johanson em 1974, fornecendo evidências de bipedalismo como uma ocorrência precoce na evolução humana.
Carl Sagan montou a primeira mensagem física enviada ao espaço: uma placa banhada a ouro, fixada na sonda espacial Pioneer 10, lançada em 1972. A Pioneer 11, também carregava outra cópia da placa, foi lançada no ano seguinte. Continuou a refinar seus projetos; a mensagem mais elaborada que ele ajudou a desenvolver e montar foi o Voyager Golden Record, que foi enviado com as sondas espaciais Voyager 1 Voyager 2 em 1977.

### Tecnologia
- Intel 4004, o primeiro microprocessador geral do mundo
- Criação da linguagem de programação C
- Computadores pessoais rudimentares, com o lançamento do Datapoint 2200, desenvolvido por Phil Ray e Gus Roche[3]
- Invenção da calculadoras de bolso
- Ralph Baer desenvolve o Magnavox Odyssey, o primeiro console de videogame doméstico
- O Sony Walkman, inventado em 1978 pelo engenheiro japonês da divisão de áudio Nobutoshi Kihara
- Videogames de consumo, após o lançamento do Computer Space
- Os primeiros disquetes, inventados na IBM, que tinham 8 polegadas de largura e comprimento, disponíveis comercialmente em 1971
- E-mail, com a primeira transmissão em 1971
- Papel eletrônico, desenvolvido por Nick Sheridon no Palo Alto Research Center (PARC) da Xerox
- O Xerox Alto de 1973, o primeiro computador a usar a metáfora da área de trabalho e a interface gráfica do usuário (GUI) baseada no mouse.
- Fibra óptica, que transformou a indústria de comunicações
- Invenção do fornos de microondas, que se tornaram disponíveis comercialmente
- Invenção do Videocassete, que se tornaram disponíveis comercialmente
- O primeiro sistema de correio de voz, conhecido como Speech Filing System (SFS), inventado por Stephen J. Boies em 1973
- E-commerce, inventado em 1979 por Michael Aldrich
- Tomografia por emissão de pósitrons, inventada em 1972 por Edward J. Hoffman e seu colega cientista Michael Phelps
- Telefones celulares, com a primeira chamada transmitida em 1973, inventado por Martin Cooper da Motorola
- Serviços de telefone para automóveis, disponíveis pela primeira vez na Finlândia em 1971 na forma de serviço ARP de geração zero (Autoradiopuhelin ou Radiofone para Automóveis)

## Arquitetura
A Arquitetura high-tech, ou de Alta Tecnologia, emerge nos anos 1970, muito centrada no emprego de materiais de tecnologia avançada nas construções, como o próprio nome indica. No Design, também, teve forte marcação. Um exemplo famoso deste tipo de arquitetura é o Centro Pompidou em Paris, projetado por Richard Rogers e Renzo Piano.

## Música

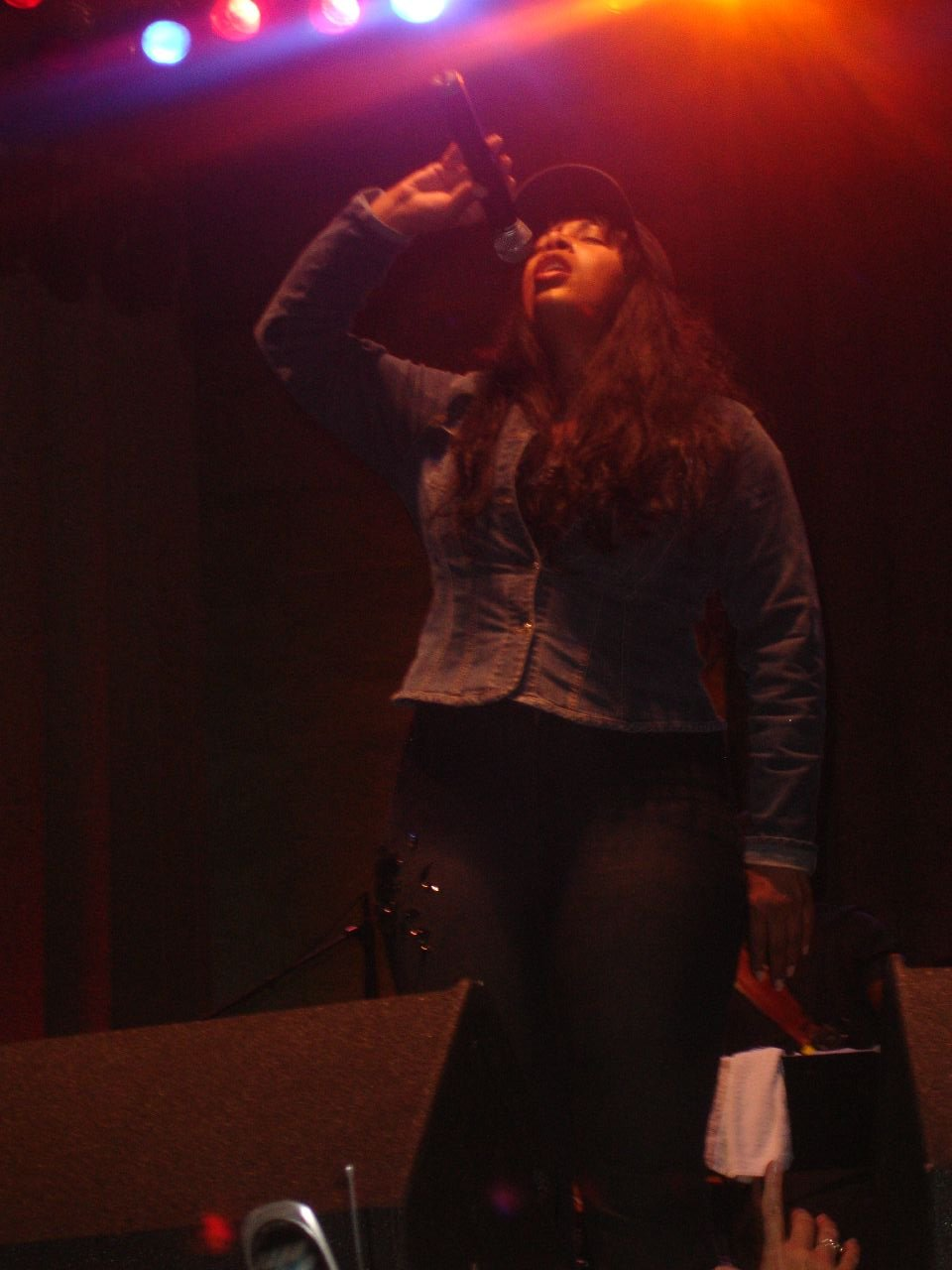
Donna Summer foi uma das cantoras mais marcantes na música popular da década de 1970

No dia 6 de abril de 1971 morre o compositor, pianista e maestro russo Ígor Stravinski. Em 29 de maio de 1973, o famoso músico e cantor da Malásia, P. Ramlee, morreu.
Foi a última década do período classic rock. É também conhecida como a "Era da Discoteca", devido ao surgimento da disco music. Surgiu também nesta década o movimento punk.
O início da década viu o surgimento de muitos estilos musicais populares e de rock, incluindo jazz rock (também conhecido como "fusion"), southern rock, folk rock e soft rock, com este último incluindo artistas como The Carpenters, Carole King e James Taylor. Também incluiu o aumento da popularidade do rhythm  and blues (R&B), sobretudo dos artistas da Motown como Stevie Wonder, The Temptations e The Jackson 5. Funk, um ramo da soul music com uma maior ênfase em batidas, influências de rhythm and blues, jazz e rock psicodélico, também foi muito popular.
A incorporação de instrumentos de música erudita no rock já havia se iniciado dos anos 1960, mas só ganhou ares de movimento (também derivado da psicodelia sessentista) no início dos anos 1970, no que é conhecido como rock progressivo. Diversos artistas se reuniram na proposta, sendo os de grande destaque Pink Floyd, com The Dark Side of the Moon, John Lennon, Genesis, Yes, Jethro Tull, Emerson, Lake & Palmer, King Crimson, Mike Oldfield, Van Der Graaf Generator, Gentle Giant, no terreno britânico. Também caíram no gosto bandas germânicas (Can, Faust, Tangerine Dream, Amon Düül e Kraftwerk) e italianas (Le Orme e Premiata Forneria Marconi). Canadá (Rush), Bélgica (Univers Zéro) e Holanda (Focus) também dão sua contribuição.
No Brasil, destaque para os trabalhos de O Terço, Som Nosso de Cada Dia, A Barca do Sol, Rita Lee & Tutti Frutti, Casa das Máquinas e Sagrado Coração da Terra. A banda baiana Doces Bárbaros, idealizada por Maria Bethania, Gilberto Gil, Gal Costa e Caetano Veloso. Não esquecendo do movimento dos novos baianos que marcou o movimento da contracultura no Brasil durante o regime militar.
Surge o glam rock, onde o chique e o glamour faziam parte do visual. David Bowie, com o seminal disco The Rise and Fall of Ziggy Stardust and the Spiders From Mars é o maior expoente. Outros ícones do estilo são Marc Bolan e seu grupo T. Rex, Mott the Hoople, Queen e principalmente Elton John com o álbum Goodbye Yellow Brick Road que tinha como marca registrada, os grandes óculos, roupas rigidamente enfeitadas e coloridas, além das botas de plataforma e das calças boca-de-sino.
A aceleração e distorção do blues, dando origem ao hard rock, também havia se iniciado ainda nos anos 1960, mas foi na década de 1970 que ela surgiu com toda a força. Led Zeppelin, Black Sabbath e Deep Purple eram as bandas que lideravam o estilo. Outros destaques são Kiss e Aerosmith. No sul dos Estados Unidos, o hard rock ganha uma sonoridade característica, conhecida como southern rock, onde os grupos Allman Brothers e Lynyrd Skynyrd são os mais bem lembrados. Na relação rock e blues, os Rolling Stones têm a sua fase mais criativa no início da década.
Na segunda metade da década, um movimento de nostalgia da década de 1950 fez com que surgisse um revival do estilo rockabilly. A série de TV Happy Days e o filme Grease, também simbolizam essa tendência. Surge o gênero psychobilly, um misto de rockabilly, punk rock e letras inspiradas em filmes de terror.
No dia 16 de Agosto de 1977 morre o cantor Elvis Presley, um dos primeiros representantes do rockabilly. Em 1973, o seu concerto "Aloha from Hawaii" tem uma audiência estimada em mais de 14 milhões de telespectadores. A música voltava a ser popular e tudo acabava nas pistas de dança, por exemplo, através do "clássico" da disco music Os Embalos de Sábado à Noite, estrelado por John Travolta. Quando o ator vestiu seu terno branco e jogou o braço para o alto, a discothéque estava vivendo um período de iminente decadência, mas voltou a ser moda. Símbolo incontestável da disco music, o filme lançou um novo verbo conjugado internacionalmente: travoltear.
Este fenômeno trouxe um novo balanço para a música pop, assim como gênios da música eletrônica, cujo maior expoente da época foi Giorgio Moroder (responsável pela descoberta da "rainha das discotecas", Donna Summer).
No Brasil, a discothéque e o pop dançante serviram de base para uma geração de ídolos populares tidos como "cafonas", "exuberantes" e até "pornográficos" (Sidney Magal, Gretchen, As Patotinhas, Harmony Cats, Dudu França). Explorando outros universos da música brasileira, surgia uma nova geração influenciada pelos consagrados nos festivais da década anterior, como Belchior, Gonzaguinha, Djavan e Ivan Lins.
A música sertaneja e o samba viviam momentos de desgaste, sendo que a primeira alcançava êxito apenas nas áreas rurais e o segundo nos subúrbios. Em compensação, aparecem rádios e programas de TV dedicados exclusivamente e esses gêneros.
Mais engajado que a disco music, o punk rock, derivado da cena de Nova York blank generation (que reúne artistas tão diversos como Patti Smith, Television, New York Dolls e vários outros) investia contra o sistema. A Inglaterra enfrentava uma de suas maiores crises. A recessão corria solta e o punk pregava a anarquia através dos grupos Sex Pistols e The Clash, que dividiam o trono do movimento com os nova-iorquinos dos The Ramones. O rock voltava à sua forma primitiva, emergente das garagens e dos porões dos submundos inglês e americano.
Como se fosse um hiato entre a disco music e o punk rock, no final da década surgiu a new wave. Contrária ao punk, a nova onda celebrava o brilho, as cores e o futurismo do início da década seguinte. Algumas vezes a new wave chegou até a flertar com a disco music através do Blondie, com Deborah Harry em seu hit 'disco' Heart of Glass. A new wave foi perdendo seu ímpeto rapidamente; os famosos Sex Pistols se dissolveram, entre outros. Mesmo assim o punk sobreviveu até o final da década.
Na música pop, a importância das palavras foi substituída pelo ritmo. Importava o balanço e a quantidade de decibéis, coisa que propiciou a aparição de dezenas de grupos e estrelas de sucesso fulminante e rápido desaparecimento. O efêmero e o descartável foram campeões em todas as paradas de sucesso.
A discoteca, o esporte: atalhos para a celebridade efêmera prevista pelo artista pop Andy Warhol ("No futuro, todos serão famosos durante 15 minutos", ele disse).
Michael Jackson lança seus primeiros quatro álbuns em carreira solo: Got to Be There e Ben em 1972 e Music & Me em 1973, mas o sucesso vem mesmo com seu primeiro álbum em fase adulta: Off the Wall, em 1979 que já vendeu cerca de 20 milhões de cópias.
Depois de sete bem-sucedidos anos, se separa a banda de rock The Beatles, cujos membros vão fazer bem-sucedidas carreiras solo.

### Cantores e bandas internacionais
- Heart
- ABBA
- Van McCoy
- The Carpenters
- Bee Gees
- Cher
- Donna Summer
- Van Halen
- The Jackson 5
- Cat Stevens
- The Sweet
- Olivia Newton-John
- The Rolling Stones
- Dire Straits
- Raspberries
- Black Sabbath
- ZZ Top
- Chicago
- Billy Paul
- Barry White
- Led Zeppelin
- Blue Öyster Cult
- Frank Zappa
- Kiss
- Queen
- Jethro Tull
- The Police
- Elton John
- David Bowie
- Marvin Gaye
- Jimmy "Bo" Horne
- Rod Stewart
- Village People
- Sex Pistols
- Stevie Wonder
- John Lennon
- Paul McCartney
- Pink Floyd
- Bachman-Turner Overdrive
- Ray Charles
- George Harrison
- Paul Simon
- The Doors
- Ringo Starr
- Ramones
- Bob Dylan
- Eric Clapton
- Bob Marley
- The Manhattans
- Lionel Richie
- Kim Carnes
- Carl Douglas
- Funkadelic
- Wild Cherry
- The Four Tops
- AC/DC
- Scorpions
- The Eagles
- Yes
- KC and the Sunshine Band
- Supertramp
- The Band
- The New York Dolls
- Genesis
- The Runaways
- Joy Division
- Rush
- America (banda)
- Iggy Pop
- The Who
- Alice Cooper
- Lynyrd Skynyrd
- Aerosmith
- Rainbow
- The Weather Girls
- Thin Lizzy
- Earth, Wind & Fire
- Creedence Clearwater Revival
- Demis Roussos
- Diana Ross
- Ike & Tina Turner
- The Commodores
- Frank Sinatra
- Sly and Family Stone
- Michael Jackson
- Minnie Riperton
- Kate Bush
- The Clash

### Cantores, compositores, instrumentistas e bandas brasileiras
- A Cor do Som
- Azymuth
- Antonio Carlos e Jocafi
- Baby do Brasil
- Baden Powell
- Banda Black Rio
- Beto Guedes
- Belchior
- Caetano Veloso
- Carlos Lyra
- Casa das Máquinas
- Celly Campello
- Chico Buarque
- Clara Nunes
- Djavan
- Doces Bárbaros
- Dom e Ravel
- Dominguinhos
- Novos Baianos
- Trio Mocotó
- Edu Lobo
- Elis Regina
- Erasmo Carlos
- Flavio Venturini
- Gal Costa
- Gilberto Gil
- Ivan Lins
- Jair Rodrigues
- Guilherme Arantes
- Jorge Ben Jor
- Lady Zu
- Lulu Santos
- Lô Borges
- Luiz Ayrão
- Bebeto
- Marcos Valle
- Maria Bethânia
- Milton Nascimento
- Mutantes
- Nara Leão
- Nivaldo Ornelas
- Odair José
- Raul Seixas
- Rita Lee
- Roberto Carlos
- Secos e Molhados
- Simone Bittencourt de Oliveira
- Stress
- The Fevers
- Tim Maia
- Tom Jobim
- Toninho Horta
- Vinícius de Moraes
- Wagner Tiso
- Wilson Simonal
- Sá, Rodrix e Guarabyra
- Tony Tornado

## Televisão

### Séries no Brasil
- Chico City
- Ciranda, cirandinha
- A Grande Família
- Vila Sésamo
- Sítio do Picapau Amarelo (série de 1977)
- Malu Mulher (1979/1980)
- Plantão de Polícia

### Telenovelas brasileiras
- Pigmalião 70 (1970)
- Assim na Terra como no Céu (1970)
- Simplesmente Maria (1970)
- As Pupilas do Senhor Reitor (1970)
- Irmãos Coragem (1970/1971)
- O Meu Pé de Laranja Lima (1970/1971)
- A Próxima Atração (1970/1971)
- Meu Pedacinho de Chão (1971)
- O Cafona (1971)
- Nossa Filha Gabriela (1971)
- Os Deuses Estão Mortos (1971)
- O Homem Que Deve Morrer (1971/1972)
- Sol Amarelo (1971/1972)
- Minha Doce Namorada (1971/1972)
- Na Idade do Lobo (1972)
- Os Fidalgos da Casa Mourisca (1972)
- Bel-Ami (telenovela) (1972)
- Tempo de Viver (1972)
- O Primeiro Amor (1972)
- Selva de Pedra (1972/1973)
- Camomila e Bem-me-Quer (1972/1973)
- Uma Rosa com Amor (1972/1973)
- A Patota (1972/1973)
- O Bofe (1972/1973)
- Vitória Bonelli (1972/1973)
- A Revolta dos Anjos (1972/1973)
- O Bem-Amado (1973)
- Cavalo de Aço (1973)
- Mulheres de Areia (1973/1974)
- Os Ossos do Barão (1973/1974)
- O Espigão (1974)
- Fogo Sobre Terra (1974/1975)
- Corrida do Ouro (1974/1975)
- A Barba-Azul (1974/1975)
- Ídolo de Pano (1974/1975)
- O Machão (1974/1975)
- O Rebu (1974/1975)
- Gabriela (1975)
- Roque Santeiro-1ª versão (1975)
- Meu Rico Português (1975)
- Ovelha Negra (1975)
- Senhora (1975)
- Bravo! (1975/1976)
- A Viagem (1975) (1975/1976)
- Pecado Capital (1975/1976)
- Xeque-mate (1976)
- O Feijão e o Sonho (1976)
- Saramandaia (1976)
- Anjo Mau (1976)
- O Casarão (1976)
- O Julgamento (1976/1977)
- Estúpido Cupido (1976/1977)
- Escrava Isaura (1976/1977)
- Duas Vidas (1976/1977)
- Éramos Seis (1977)
- Locomotivas (1977)
- Dona Xepa (1977)
- Sem Lenço, Sem Documento (1977/1978)
- O Profeta (1977/1978)
- O Astro (1977/1978)
- João Brasileiro, o Bom Baiano (1978)
- Roda de Fogo (1978)
- Pecado Rasgado (1978/1979)
- Sinal de Alerta (1978/1979)
- Dancin' Days (1978/1979)
- Salário Mínimo (1978/1979)
- A Sucessora (1978/1979)
- Aritana (1978/1979)
- Gaivotas (1979)
- Pai Herói (1979)
- Feijão Maravilha (1979)
- Marron Glacé (1979/1980)
- Os Gigantes  (1979/1980)

### Séries internacionais
- Saturday Night Live
- Anjos de Charlie (título em Portugal) ou As Panteras (título no Brasil)
- Mulher Maravilha
- O Homem de 6 milhões de dólares - Cyborg
- O Homem Aranha
- O Incrível Hulk
- Chaves
- Chapolin
- Spectreman

## Moda
- Moicano;
- Cabelo Black Power bem crespo e muito encarapinhado;
- Jeans e calças militares usadas com enormes bocas de sino, tachinhas, bordados e muitos brilhos;
- Camurças com franjas;
- Estilo safári;
- Colares de contas miçangas, bijuterias étnicas africanas, gargantilhas;
- Blusas coladas e camisas mais apertadas de mangas e tamanhos curtos;
- Saias e calças de cintura baixa com cintos largos ou de penduricalhos;
- Estampas florais;
- Roupas artesanais, materiais naturais e tinturas caseiras;
- Botas de camurça e sandálias de plataforma;
- Saias longas, estampadas, estilo cigana e muita interferência de brilhos e plumas nas roupas;
- Vestimentas hippies;
- Glam Rock ou Glitter Rock

## Drogas
O ecstasy (sintetizado em 1914) teve seu uso como entorpecente iniciado na década de 1980 nos Estados Unidos. A cocaína também foi popular.

## Pessoas

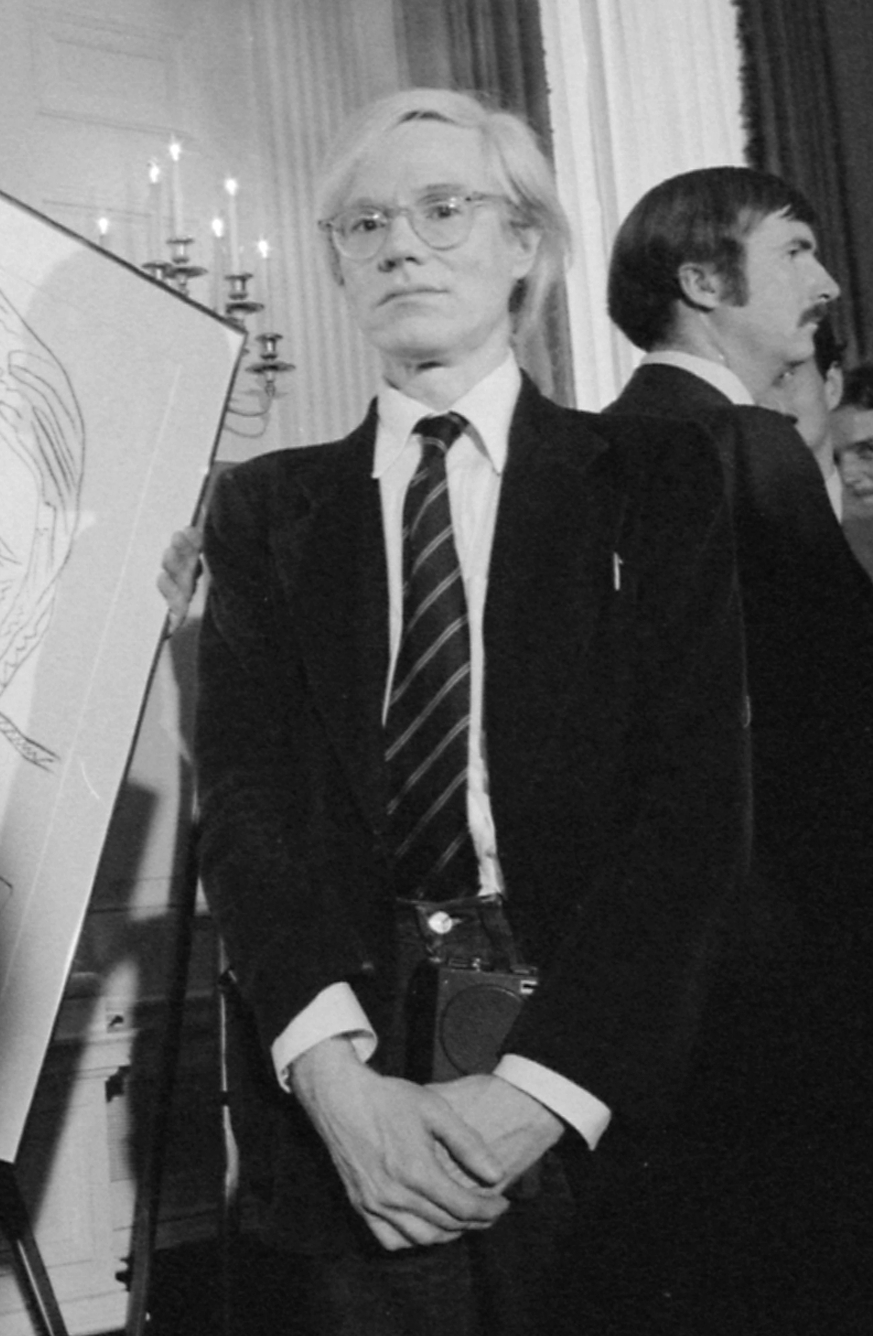
Andy Warhol em 1977

- Agostinho Neto, presidente de Angola
- Faisal bin Abdulaziz Al Saud, rei da Arábia Saudita
- Mohammad Reza Pahlavi, xá do Irã
- Leonid Brejnev, líder da União Soviética
- Mao Tsé-Tung, líder da China
- Deng Xiaoping, líder da China
- Saddam Hussein, presidente do Iraque
- Kim Il-sung, presidente da Coreia do Norte
- Indira Gandhi, primeira-ministra da Índia
- Hirohito, imperador do Japão
- Marcelo Caetano, primeiro-ministro de Portugal
- António Ramalho Eanes, presidente de Portugal
- Francisco Franco, ditador da Espanha
- Rei Juan Carlos, rei da Espanha
- Valéry Giscard d'Estaing, presidente da França
- Helmut Schmidt, chanceler da Alemanha Ocidental
- Willy Brandt, chanceler da Alemanha Ocidental
- Erich Honecker, presidente da Alemanha Oriental
- Giulio Andreotti, primeiro ministro da Itália
- Papa Paulo VI, papa da Igreja Católica
- Papa João Paulo I, papa da Igreja Católica
- Rainha Elisabete II, rainha da Grã-Bretanha
- Harold Wilson, primeiro-ministro da Grã-Bretanha
- James Callaghan, primeiro ministro da Grã-Bretanha
- Richard Nixon, presidente dos Estados Unidos
- Gerald Ford, presidente dos Estados Unidos
- Jimmy Carter, presidente dos Estados Unidos
- Pierre Trudeau, primeiro ministro do Canadá
- Fidel Castro, presidente de Cuba
- María Estela Martínez de Perón, presidente da Argentina
- Rafael Videla, presidente da Argentina
- Emílio Garrastazu Médici, presidente do Brasil
- Ernesto Geisel, presidente do Brasil
- Salvador Allende, presidente do Chile
- Augusto Pinochet, presidente do Chile

## Esportes
- Copa do Mundo de 1970 no México com o tricampeonato do Brasil;
- Fluminense é Campeão Brasileiro em 1970, vencendo o Torneio Roberto Gomes Pedrosa (Taça de Prata)
- Atlético-MG campeão Brasileiro em 1971
- Olimpíadas de Munique em 1972
- Palmeiras conquista dois títulos brasileiros em 1972 e 1973.
- Internacional-RS, dos craques Falcão e Figueroa, foi tricampeão Brasileiro - 1975, 1976 e 1979 -, este último de forma invicta, feito nunca mais repetido por um clube brasileiro;
- Santos e Portuguesa dividem ineditamente o título do Campeonato Paulista de 1973 com erro de contagem do árbitro Armando Marques nos pênaltis;
- Clube de Regatas Vasco da Gama - campeão brasileiro de 1974, num time que tinha o goleiro Andrada, o zagueiro Moisés e o craque Roberto Dinamite;
- Copa do Mundo de 1974 na Alemanha Ocidental (as duas Alemanhas foram unificadas em 1990 após a queda do Muro de Berlim).
- Olimpíadas de Montreal em 1976
- Em 1976 o Cruzeiro Esporte Clube levanta a Taça Libertadores da América
- Pela primeira vez um clube do interior se consagra campeão brasileiro, o Guarani Futebol Clube em 1978, revelando craques como Zenon e Careca;
- Copa do mundo de 1978 realizada na Argentina que também conquistou seu 1° título em casa.

## Artistas
- Al Pacino
- Andy Warhol
- Grace Jones
- Olivia Newton-John
- Leila Diniz
- Daniel Filho
- Sílvio Santos
- Chacrinha
- Hebe Camargo
- Lima Duarte
- Paulo Gracindo
- Sônia Braga
- Lynda Carter
- Tônia Carrero
- Sérgio Cardoso
- Sandra Bréa
- Francisco Cuoco
- Marília Pêra
- Regina Duarte
- Betty Faria
- Claudio Cavalcanti
- José Wilker
- Tony Ramos
- Armando Bógus
- Susana Vieira
- Cláudio Marzo
- Chico Anysio
- Luís Carlos Miele
- Renato Aragão, Dedé Santana, Mussum e Zacarias (Os Trapalhões)
- Elke Maravilha
- Nívea Maria
- Vera Fischer
- Vera Gimenez
- Eloísa Mafalda
- Antonio Fagundes
- David Cardoso
- Mário Gomes
- Nuno Leal Maia
- Régis Cardoso
- Gilberto Braga
- Dias Gomes
- Janete Clair
- Ivani Ribeiro
- Bráulio Pedroso
- Nelson Motta
- Dina Sfat
- Eva Wilma
- Carlos Zara
- Lucélia Santos
- Glória Menezes
- Tarcísio Meira
- Aracy Balabanian
- Henry Fonda
- John Travolta
- Bruce Lee
- Sylvester Stallone
- Roberto Gomez Bolaños

## Filmes
- O Expresso da Meia Noite
- O Dragão Chinês
- A Fúria do Dragão
- O Voo do Dragão
- O Poderoso Chefão
- O Poderoso Chefão - Parte II
- Guerra nas Estrelas
- O Exorcista
- Laranja Mecânica
- Chinatown
- Engraçadinha
- Carrie - Estranha
- A Profecia
- All That Jazz
- Tubarão
- Orca,a Baleia Assassina
- Operação França
- Dona Flor e Seus Dois Maridos (1976)
- Alien - O Oitavo Passageiro
- Halloween - A Noite do Terror
- Rocky - Um Lutador
- Grease - Nos Tempos da Brilhantina
- Os Embalos de Sábado à Noite
- Operação Dragão
- O Persguidor Implacável
- O Destino do Poseidon
- Encurralado
- Inferno na Torre
- Mad Max
- Taxi Driver
- Contatos Imediatos do Terceiro Grau
- Desejo de Matar
- Superman - O Filme
- O Massacre da Serra Elétrica
- Sob o Domínio do Medo
- Rocky Horror Picture Show
- Fuga do Século 23
- Jornada nas Estrelas: O Filme
- The Warriors - Os Selvagens da Noite
- O Despertar dos Mortos
- Encurralado